# 여자 축구 국가대표팀 목록
이 문서는 각 대륙 연맹별로 구분된 여자 축구 국가대표팀의 목록이다.

## AFC(아시아)
| - 괌 - 네팔 - 대한민국 - 동티모르 - 라오스 - 레바논 - 마카오 - 말레이시아 - 몰디브 - 몽골 - 미얀마 - 바레인 - 방글라데시 | - 베트남 - 부탄 - 북마리아나 제도1 - 브루나이 - 사우디아라비아2 - 스리랑카 - 시리아 - 싱가포르 - 아랍에미리트 - 아프가니스탄 - 예멘 - 오만 | - 오스트레일리아 - 요르단 - 우즈베키스탄 - 이라크 - 이란 - 인도 - 인도네시아 - 일본 - 조선민주주의인민공화국 - 중화인민공화국 - 중화 타이베이 | - 카타르 - 캄보디아 - 쿠웨이트 - 키르기스스탄 - 타지키스탄 - 태국 - 투르크메니스탄 - 파키스탄 - 팔레스타인 - 필리핀 - 홍콩 |

1: AFC 준회원국이지만 FIFA 회원국은 아님. 

2: FIFA 회원국 가운데 유일하게 2021년까지 여자 축구 국가대표팀이 없다가 2022년 2월 20일 세이셸을 상대로 첫 국제 경기 데뷔전을 치렀음.

## CAF(아프리카)
| - 가나 - 가봉 - 감비아 - 기니 - 기니비사우 - 나미비아 - 나이지리아 - 남수단 - 남아프리카 공화국 - 니제르 - 라이베리아 - 레소토 - 레위니옹1 - 르완다 | - 리비아 - 마다가스카르 - 말라위 - 말리 - 모로코 - 모리셔스 - 모리타니 - 모잠비크 - 베냉 - 보츠와나 - 부룬디 - 부르키나파소 - 상투메 프린시페 - 세네갈 | - 세이셸 - 소말리아 - 수단 - 시에라리온 - 알제리 - 앙골라 - 에리트레아 - 에스와티니 - 에티오피아 - 우간다 - 이집트 - 잔지바르1 - 잠비아 - 적도 기니 | - 중앙아프리카 공화국 - 지부티 - 짐바브웨 - 차드 - 카메룬 - 카보베르데 - 케냐 - 코모로 - 코트디부아르 - 콩고 공화국 - 콩고 민주 공화국 - 탄자니아 - 토고 - 튀니지 |

1: CAF 준회원국이지만 FIFA 회원국은 아님.

## CONCACAF(북아메리카·중앙아메리카와 카리브해)
| - 가이아나 - 과들루프1 - 과테말라 - 그레나다 - 니카라과 - 도미니카 공화국 - 도미니카 연방 - 마르티니크1 - 멕시코 - 몬트세랫 - 미국 | - 미국령 버진아일랜드 - 바베이도스 - 바하마 - 버뮤다 - 벨리즈 - 보네르섬1 - 생마르탱1 - 세인트루시아 - 세인트빈센트 그레나딘 - 세인트키츠 네비스 - 신트마르턴1 | - 수리남 - 아루바 - 아이티 - 앤티가 바부다 - 앵귈라 - 엘살바도르 - 영국령 버진아일랜드 - 온두라스 - 자메이카 - 캐나다 - 케이맨 제도 | - 코스타리카 - 쿠바 - 퀴라소 - 터크스 케이커스 제도 - 트리니다드 토바고 - 파나마 - 푸에르토리코 - 프랑스령 기아나1 |

1: CONCACAF 회원국이지만 FIFA 회원국은 아님.

## CONMEBOL(남아메리카)
| - 베네수엘라 - 볼리비아 - 브라질 - 아르헨티나 - 에콰도르 | - 우루과이 - 콜롬비아 - 칠레 - 파라과이 - 페루 |

## OFC(오세아니아)
| - 누벨칼레도니 - 뉴질랜드 - 바누아투 - 사모아 | - 솔로몬 제도 - 아메리칸사모아 - 쿡 제도 - 타히티 | - 통가 - 파푸아뉴기니 - 피지 |

## UEFA(유럽)
| - 그리스 - 네덜란드 - 노르웨이 - 덴마크 - 독일 - 라트비아 - 러시아 - 루마니아 - 룩셈부르크 - 리투아니아 - 리히텐슈타인 - 몬테네그로 - 몰도바 - 몰타 | - 벨기에 - 벨라루스 - 보스니아 헤르체고비나 - 북마케도니아 - 북아일랜드 - 불가리아 - 산마리노 - 세르비아 - 스웨덴 - 스위스 - 스코틀랜드 - 스페인 - 슬로바키아 - 슬로베니아 | - 아르메니아 - 아이슬란드 - 아일랜드 - 아제르바이잔 - 안도라 - 알바니아 - 에스토니아 - 오스트리아 - 우크라이나 - 웨일스 - 이스라엘 - 이탈리아 - 잉글랜드 - 조지아 | - 지브롤터 - 체코 - 카자흐스탄 - 코소보 - 크로아티아 - 키프로스 - 튀르키예 - 페로 제도 - 포르투갈 - 폴란드 - 프랑스 - 핀란드 - 헝가리 |

## 같이 보기
- 여자 축구
- 축구 국가대표팀 목록